# Kerk van Onze-Lieve-Vrouw Onbevlekt Ontvangen (Amstenrade)
De Kerk van Onze-Lieve-Vrouw Onbevlekt Ontvangen is een kerkgebouw in Amstenrade in de Nederlands Zuid-Limburgse gemeente Beekdaelen. De parochiekerk is gewijd aan de Onbevlekte Ontvangenis van Maria. Het gebouw is een rijksmonument.
De kerk ligt op een kerkheuvel en naast de kerk liggen enkele graven. Ten zuiden van het kerkgebouw ligt een grote hoeve, de Kasteelhof. De kerk ligt aan de rand van het dorp aan de straat Aan de kerk met aan de andere zijde van de weg kasteel Amstenrade. Vlakbij ligt de weg naar Merkelbeek die uitkomt op de doorgaande weg van Klein-Doenrade en Oirsbeek naar Hoensbroek.

## Geschiedenis
De huidige kerk werd gebouwd in de jaren 1852-1856 naar een vroeg ontwerp van Carl Weber. De bouw werd mogelijk gemaakt door een grote financiële bijdrage van graaf Jean Baptiste Marchant d'Ansembourg, die in ruil daarvoor een voor zijn familie gereserveerde grafelijke kapel in de kerk en het recht om bij de kerk begraven te mogen worden verkreeg. De nieuwe kerk verving de oude dorpskerk, welke gewijd was aan H. Gertrudis. Deze kerk bestond al zeker sinds de 14e eeuw. De nieuwe kerk ligt evenals de oude op een kerkheuvel.
In 1932-1933 vond een grote verbouwing en uitbreiding plaats onder leiding van Joseph Cuypers en Pierre Cuypers jr. Bij deze gelegenheid werd het transept verdubbeld en het koor in oostelijke richting uitgebreid (inclusief een koorommegang).

## Beschrijving

### Exterieur
Het gebouw bestaat uit twee westtorens met drie geledingen en ingesnoerde spitsen die samen een dubbeltorenfront vormen, een driebeukig schip, een dubbel transept en een driezijdig gesloten koor met kooromgang. Het gebouw is in neogotische stijl opgetrokken van baksteen.

### Interieur
Een bijzonderheid in het interieur zijn de gestucte houten kruisribgewelven. De glas-in-loodramen zijn van het Roermondse glasatelier Nicolai. De kerk bezit een rijke inventaris met onder andere een romaans doopvont, een rijkbewerkte neogotische preekstoel, een zeer fraai kerkorgel van Pereboom & Leijser met een dubbel orgelfront, en een groot aantal beelden, altaren en schilderijen. In de grafelijke kapel bevindt zich een 18e-eeuwse herenbank in de stijl van de Luiks-Akense meubelstijl met daarboven enkele 17e- en 18e-eeuwse rouwborden.

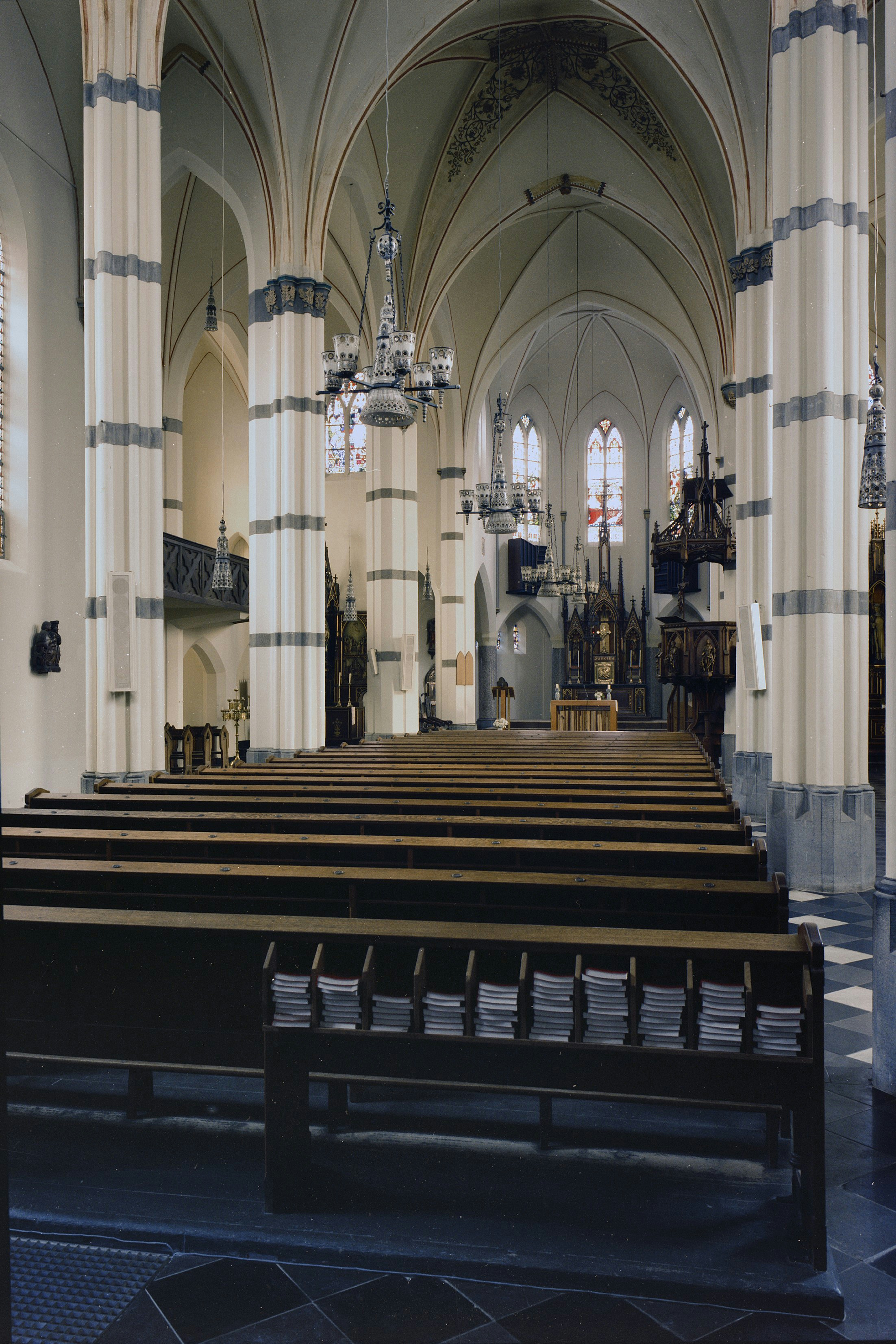
Interieur naar het oosten
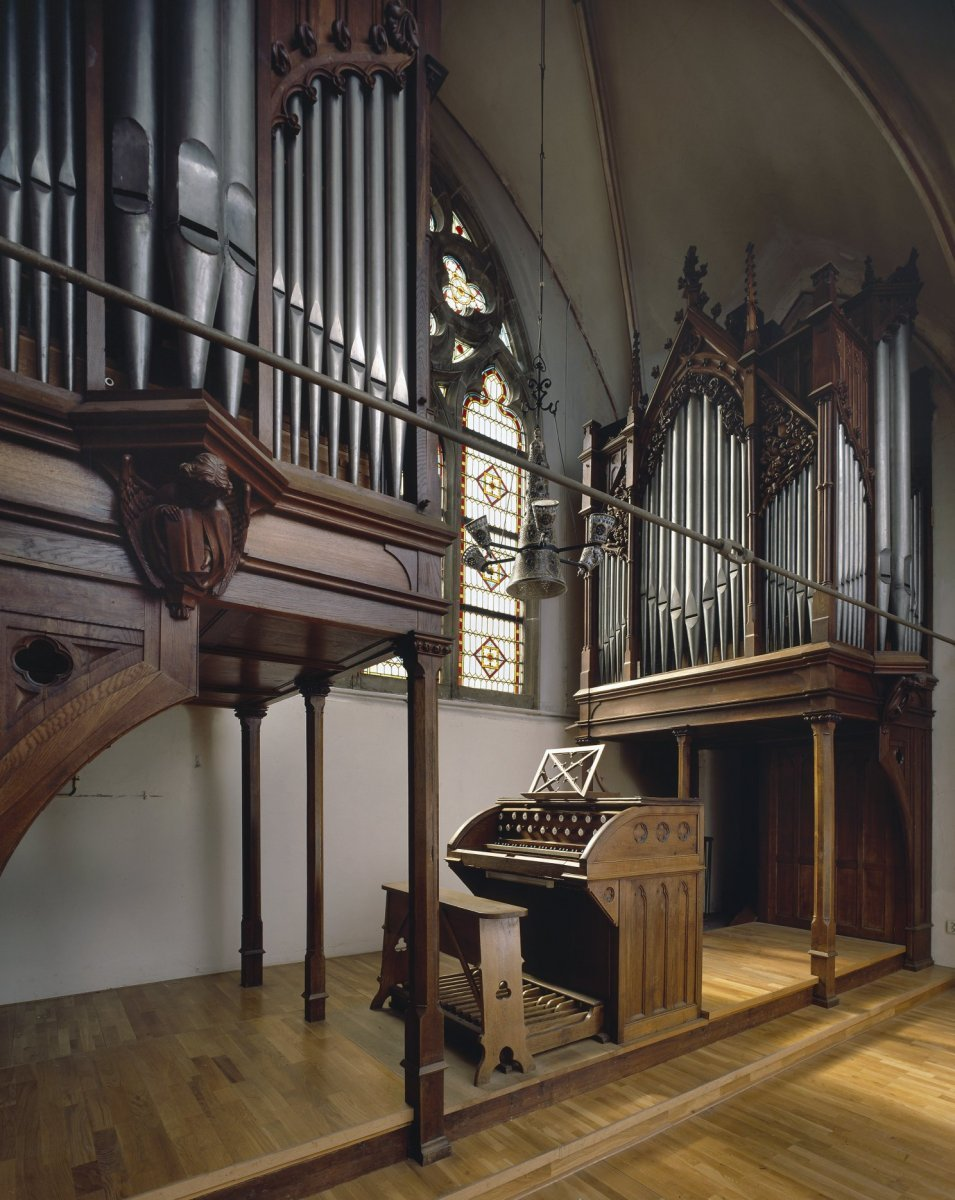
Dubbel orgel
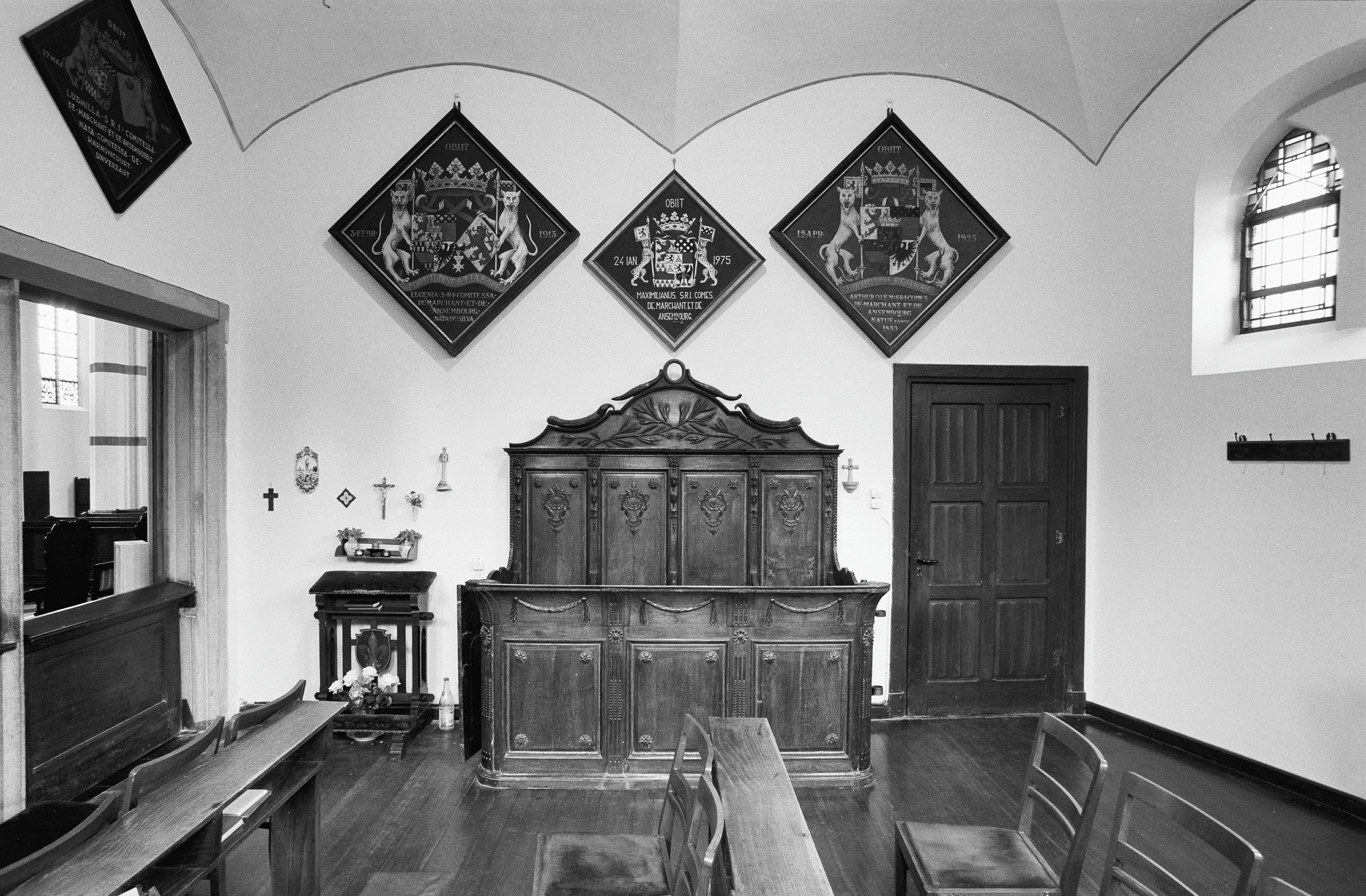
Herenbank en rouwborden
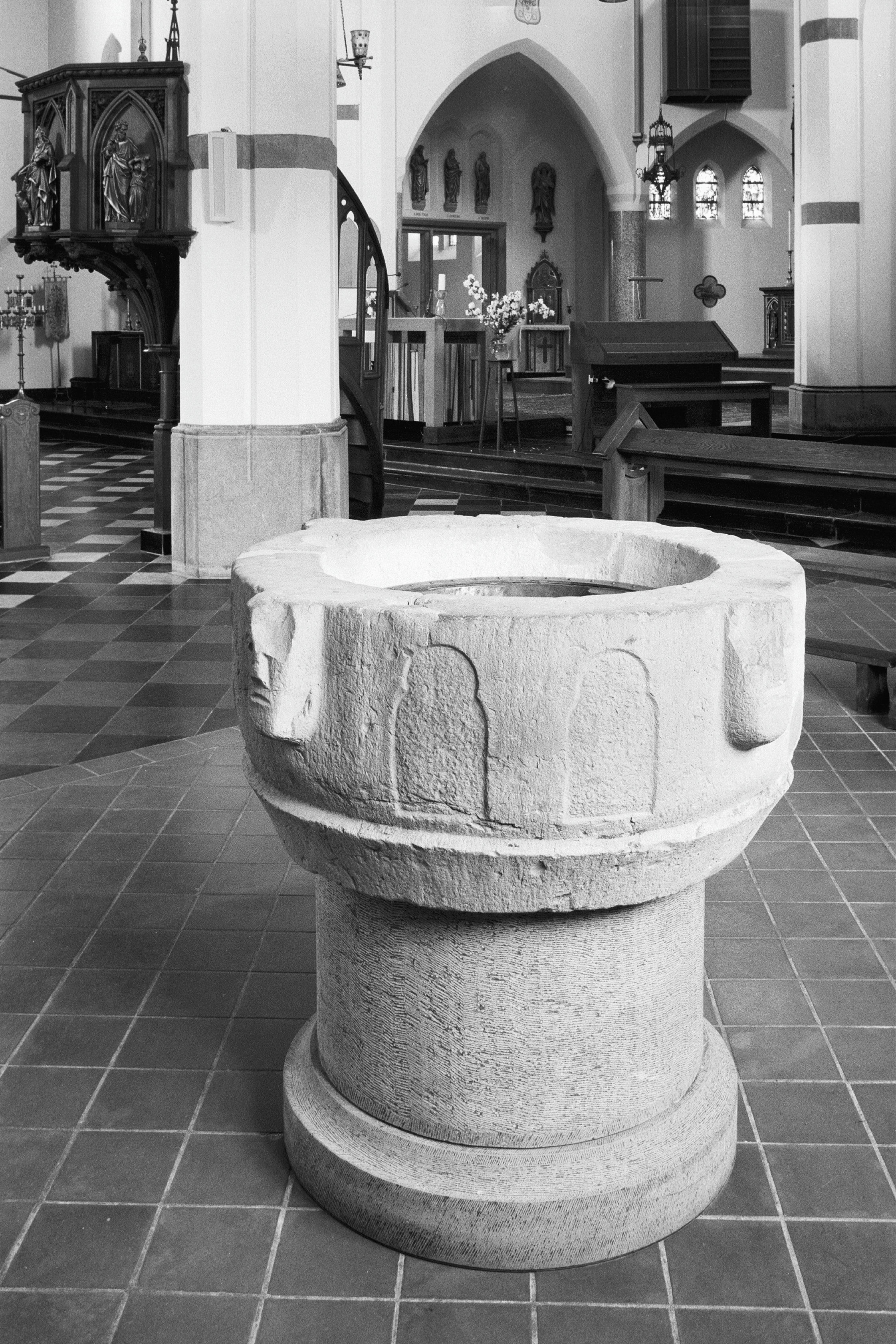
Romaans doopvont